# Commanderie de Muffendorf
La commanderie de Muffendorf est une branche de l'ordre teutonique à Muffendorf, aujourd'hui un quartier du district de Bad Godesberg, dans la ville de Bonn. Le château baroque construit au milieu du XVIIIe siècle, est classé monument historique.

## Histoire
À l'origine une villa royale carolingienne, une partie de cette propriété est transférée à l'église de Cologne. L'archevêque Annon II attribue ce domaine à l'abbaye de Michaelsberg qu'il a fondé. L'abbé Gottfried von Siegburg, après la renonciation du propriétaire féodal Dietrich von Muffendorf, cède une partie considérable de la propriété au commandant de l'Ordre teutonique de Ramersdorf. En raison de la forte croissance des biens de l'ordre, la commanderie de Ramersdorf vend Muffendorf en 1304 à la grande commanderie de Cologne.
Au XVe siècle, la commanderie connaît une crise menaçant son existence. Une grande partie de la propriété, y compris le bâtiment de la commanderie, doit être vendue en 1458 au couvent brigittin de Marienforst. En 1496, la commanderie est à nouveau entièrement en possession de l'ordre teutonique. Un autre déclin a lieu au XVIIe siècle. Parfois, il n'y avait pas de commandant résident. Les bâtiments sont affaiblis et la propriété est gérée par la commanderie de Waldbreitbach.
En 1713, Damian Casimir von Clodt devient le nouveau commandant. Son successeur, le baron von Harff, commence la construction d'une nouvelle maison de style baroque de deux étages. Le commandant Karl Adolf von Greiffenklau contribue à l'expansion. Une chapelle et une maison de serviteurs sont construites.
Au moment de l'occupation française (1794-1815), la commanderie est sécularisée et étatisée. Plus tard, la propriété est vendue à un homme d’affaires de Cologne qui la vend à Karl Joseph von Fürstenberg. Ce dernier restaure vers 1860 les bâtiments de la commanderie, le palais et la remise dans le style néogothique.
Fin 1898, Joseph Mayer acquiert la commanderie. Il élimine les éléments néogothiques et restaure les formes baroques. Joseph Mayer épouse en 1890 Pauline Elisabeth Pfeifer, fille de l'entrepreneur de Cologne, Valentin Pfeifer qui a participé à l'achat et qui s'y rend également l'été avec son épouse Hedwig Matzerath. Les deux couples sont enterrés à Muffendorf dans le cimetière près de l'église vieux Saint-Martin de Muffendorf.
Même avant la mort du dernier propriétaire, la Belgique achète en 1952 la commanderie, y installe la résidence de son ambassadeur en République fédérale d'Allemagne. Des travaux à cette fin sous la direction de Wilhelm Denninger ont lieu jusqu'en 1954. Au moment du Hauptstadtbeschluss, la Belgique installe son ambassade à Berlin. La commanderie de Muffendorf est vacante. En 2006, la Belgique la vend après une tentative infructueuse à un promoteur immobilier de Cologne, qui fait reconstruire la propriété en 2007-2008 pour en faire un complexe résidentiel haut de gamme. Les bâtiments historiques de la commanderie (palais et remise) sont rénovés et divisés en appartements. Dans le parc de 1,6 hectare, deux nouveaux bâtiments résidentiels (soit un total de 24 appartements) sont construits entre la commanderie et la remise.

## Source, notes et références
- (de) Cet article est partiellement ou en totalité issu de l’article de Wikipédia en allemand intitulé « Kommende Muffendorf » (voir la liste des auteurs).